# Achthophora tristis
Achthophora tristis là một loài bọ cánh cứng trong họ Cerambycidae.